# Giovanni Moroni
Giovanni Moroni (Roma, 13 dicembre 1930 – Montecastrilli, 24 febbraio 1992) è stato un politico italiano, parlamentare europeo del Partito Socialista Democratico Italiano dal 1984 al 1989.

## Biografia
Viene eletto eurodeputato con il Partito Socialista Democratico Italiano alle elezioni europee del 1984. Nel 1989 aderisce a Unità e Democrazia Socialista, una scissione dal PSDI che lo porta a confluire nel Partito Socialista Italiano. Nello stesso anno conclude il mandato all'Europarlamento.
Muore nel febbraio 1992 all'età di 61 anni.